# جوني دولار
جوني دولار (بالإنجليزية: Johnny Dollar)‏ هو كاتب أغاني أمريكي، ولد في 8 مارس 1922، وتوفي في 13 أبريل 1986.